# Nhóm giải được
Trong toán học, một nhóm giải được là một nhóm có thể được xây dựng từ các nhóm abelian bằng một chuỗi các mở rộng hữu hạn.

## Động lực
Về mặt lịch sử, từ "giải được" có nguồn gốc từ lý thuyết Galois và chứng minh của tính-không-giải-được-bằng-căn-thức của các đa thức bậc năm. Cụ thể hơn, một đa thức là giải được bằng căn thức khi và chỉ khi nhóm Galois của nó là một nhóm giải được (lưu ý rằng định lý này chỉ đúng với đặc số 0). Tức là tương ứng với một đa thức {\displaystyle f\in F[x]}, ta có một dãy các mở rộng trường
{\displaystyle F=F_{0}\subset F_{1}\subset F_{2}\subset \cdots \subset F_{m}=K}
sao cho
1. {\displaystyle F_{i}=F_{i-1}[\alpha _{i}]} với {\displaystyle \alpha _{i}^{m_{i}}\in F_{i-1}}, tức là {\displaystyle \alpha _{i}} là một nghiệm của phương trình {\displaystyle x^{m_{i}}-a} với {\displaystyle a\in F_{i-1}}
2. {\displaystyle F_{m}} chứa một trường phân rã của {\displaystyle f(x)}

### Ví dụ
Mở rộng Galois nhỏ nhất của {\displaystyle \mathbb {Q} } chứa phần tử
{\displaystyle a={\sqrt[{5}]{{\sqrt {2}}+{\sqrt {3}}}}}
cho ta một nhóm giải được. Các mở rộng trường tương ứng là
{\displaystyle \mathbb {Q} \subset \mathbb {Q} ({\sqrt {2}},{\sqrt {3}})\subset \mathbb {Q} ({\sqrt {2}},{\sqrt {3}})(e^{2\pi i/5}{\sqrt[{5}]{{\sqrt {2}}+{\sqrt {3}}}})}.

## Định nghĩa
Một nhóm G được gọi là giải được nếu tồn tại một chuỗi hợp thành:
{\displaystyle \{e\}=G_{0}\triangleleft G_{1}\triangleleft \ldots \triangleleft G_{n-1}\triangleleft G_{n}=G}
sao cho nhóm thương Gi+1/Gi là nhóm giao hoán với mọi i.